# Besmé
Besmé ist eine französische Gemeinde mit 166 Einwohnern (Stand: 1. Januar 2022) im Département Aisne in der Region Hauts-de-France. Sie gehört zum Arrondissement Laon und zum Kanton Vic-sur-Aisne.

## Lage
Die Gemeinde Besmé liegt 25 Kilometer nordwestlich von Soissons. Sie grenzt im Nordwesten und im Norden an Bourguignon-sous-Coucy, im Nordosten an Manicamp, im Osten an Saint-Paul-aux-Bois, im Süden an Blérancourt und im Südwesten an Camelin.

## Bevölkerungsentwicklung
| Jahr                       | 1962 | 1968 | 1975 | 1982 | 1990 | 1999 | 2006 | 2013 | 2021 |
| -------------------------- | ---- | ---- | ---- | ---- | ---- | ---- | ---- | ---- | ---- |
| Einwohner                  | 152  | 132  | 122  | 131  | 136  | 133  | 154  | 155  | 167  |
| Quellen: Cassini und INSEE |      |      |      |      |      |      |      |      |      |

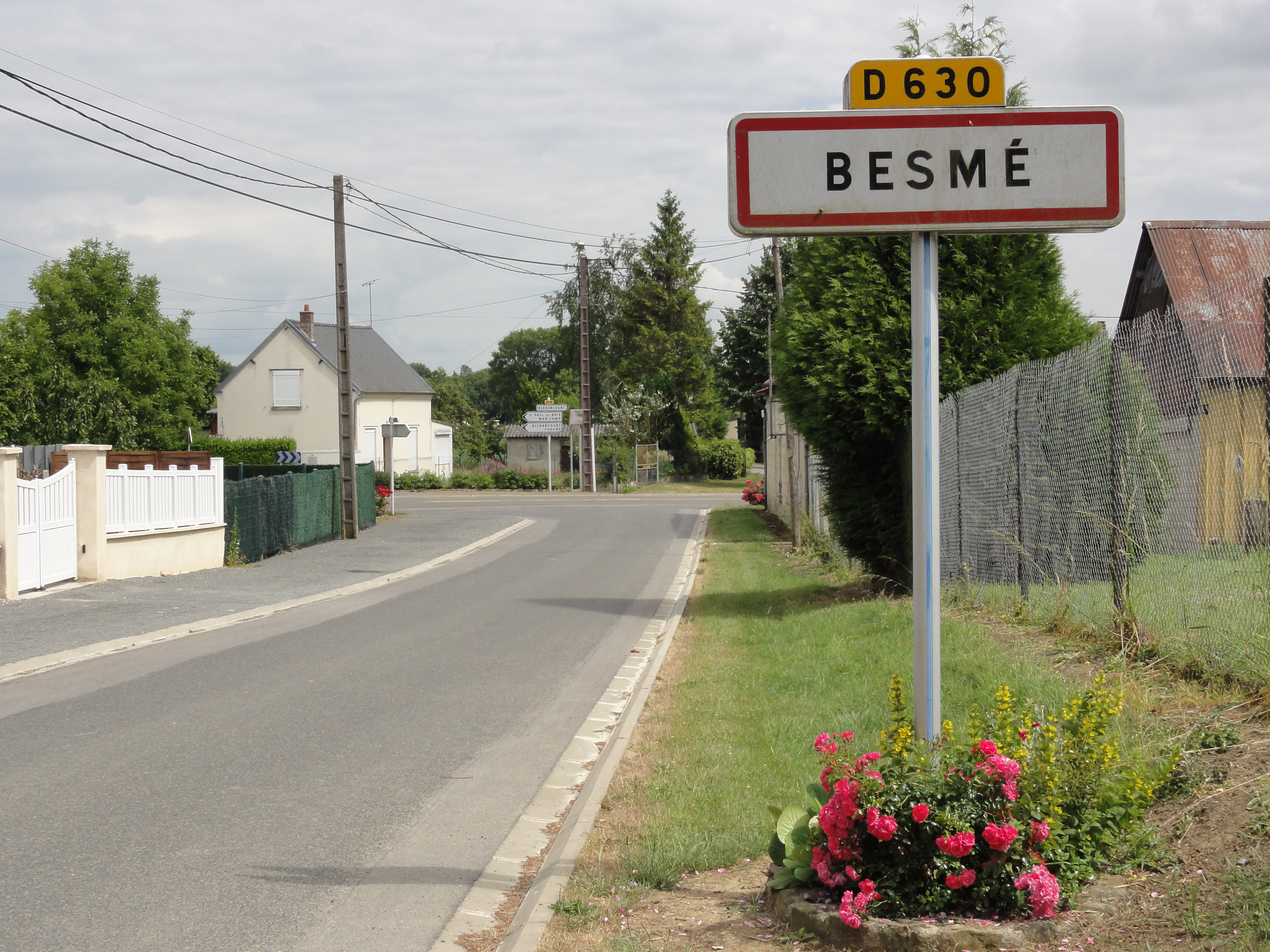
Ortseingang
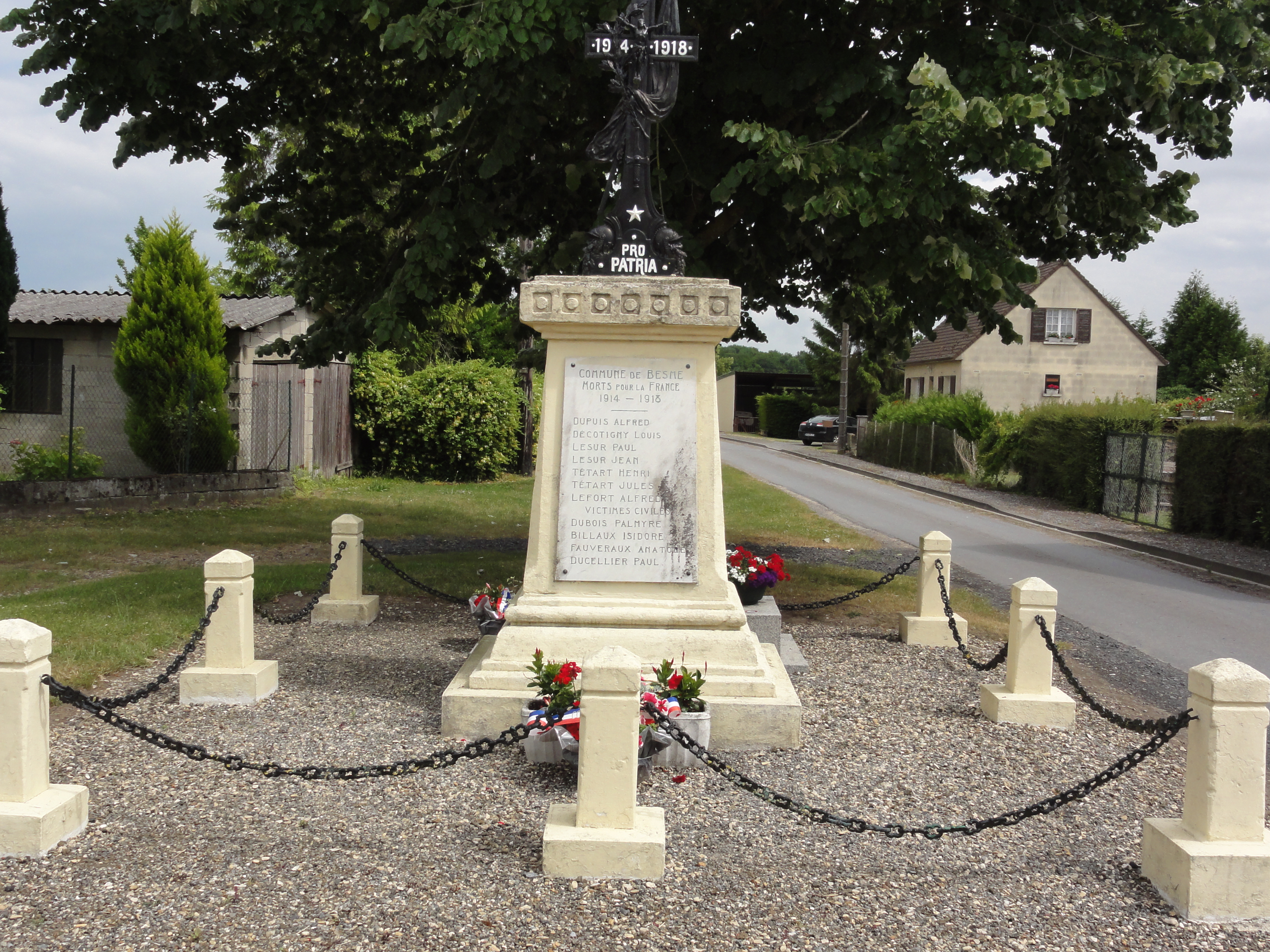
Gefallenendenkmal